# Sattler-Panorama
Das Sattler-Panorama ist ein 25,53 Meter langes und 4,86 Meter hohes Ölgemälde des Malers Johann Michael Sattler. Es zeigt das Panorama der Stadt Salzburg und ihres Umlandes im Jahr 1825, gesehen von der Festung Hohensalzburg aus. Als topographisches Dokument von unschätzbarem Wert zählt es zu den wertvollsten Objekten der Sammlungen des Salzburg Museums und ist im Panorama Museum Salzburg ausgestellt.

## Geschichte
Die Panorama-Malerei nahm ihren Ausgangspunkt mit einem kleinen Rundgemälde von Edinburgh, das der Ire Robert Baker gemalt und diese neue Kunstform zum Patent angemeldet hatte. Bald darauf entstanden in Europa zahlreiche weitere Rundbilder mit Stadtansichten, Gebirgslandschaften oder Schlachtenszenen. Viele dieser Panoramen gingen auf Reisen, wurden in verschiedenen Städten ausgestellt und erfreuten sich eines großen Publikumszuspruchs. Das „Sattler-Panorama“ ist das einzige erhalten gebliebene Reise-Panorama der Welt. Das älteste Panoramabild überhaupt ist das vom Schweizer Künstler Marquard Wocher von 1809 bis 1814 hergestellte Thun-Panorama, das zunächst jahrzehntelang in Basel ausgestellt war und heute in einer Rotunde im Schadaupark in Thun präsentiert wird.
Sattler begann mit der Arbeit an seinem Rundgemälde 1825 auf Anregung des damaligen Kaisers Franz I., der Salzburg „mit seiner romantischen Umgebung gerne als Panorama dargestellt“ sehen wollte, zunächst mit den Vorzeichnungen auf der Festung Hohensalzburg. Anschließend übertrug er diese Zeichnungen mit Ölfarbe auf die rund 125 m2 große Leinwand, die in einem Rund-Pavillon im Hof des Überacker-Hauses (heute Makartplatz 6) aufgespannt war. Er legte größten Wert auf die Genauigkeit der Architektur, jede Fensterachse und jeder Kamin musste stimmen, kein Grabendach und keine Sonnenuhr durften fehlen. Mitgearbeitet haben die Maler Friedrich Loos (Landschaft) und Johann Joseph Schindler (figurale Staffage).

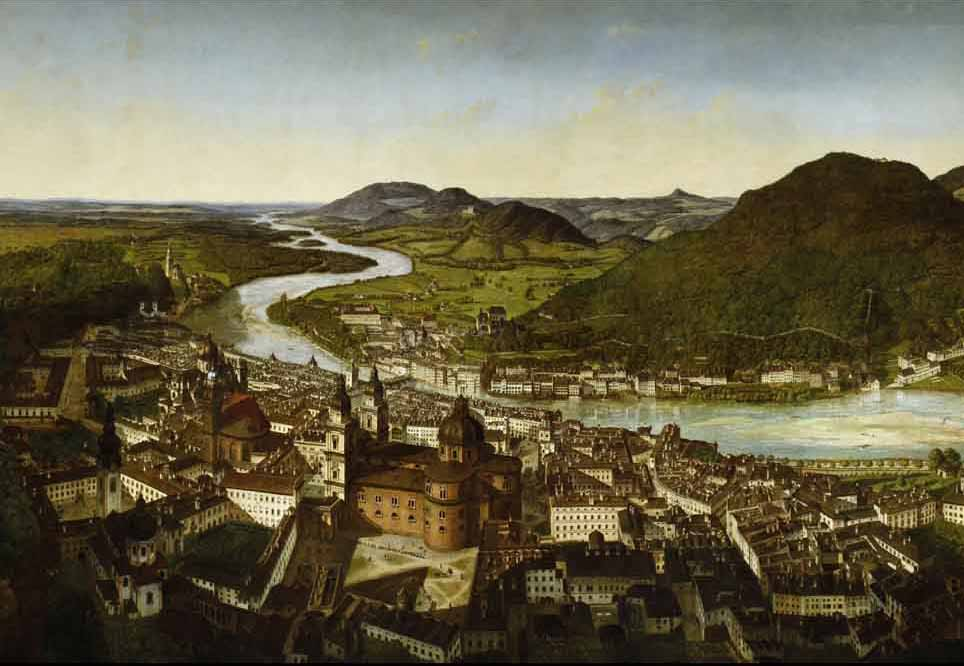
Detail: Die Stadt Salzburg

Nach der Fertigstellung des Werkes im April 1829 stellte Sattler das Panorama für einige Wochen auf dem Hannibalplatz (heute Makartplatz) in Salzburg auf. Er wurde zum ersten Ehrenbürger der Stadt Salzburg ernannt. Anschließend unternahm er in Begleitung seiner Frau und seiner beiden Kinder mit dem Panorama eine zehnjährige Ausstellungstour durch Europa. Er zeigte es in zahlreichen Städten, darunter München, Linz, Wien, Brünn/Brno, Prag, Dresden, Magdeburg, Leipzig, Berlin, Hamburg, Kopenhagen, Göteborg, Oslo, Groningen, Amsterdam, Utrecht, Rotterdam, Brüssel, Paris, Portsmouth, Köln, Frankfurt am Main, Straßburg/Strasbourg und Nürnberg. Er trug damit wesentlich zum Bekanntheitsgrad der Stadt Salzburg bei und war wohl der erste Salzburger Tourismuswerber.
In den Besitz der Stadt Salzburg kam das Panorama 1870, als es Sattlers Sohn Hubert, ebenfalls ein bekannter Landschaftsmaler und Schöpfer von Kosmoramen, gemeinsam mit diesen der Stadt schenkte.

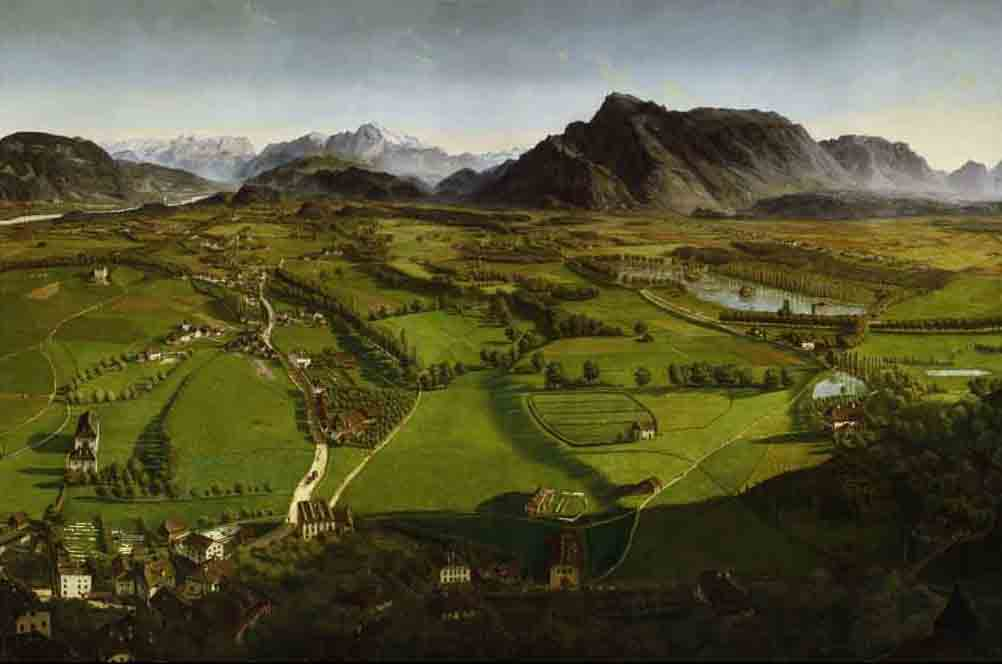
Detail: Blick nach Süden

1875 wurde das Rundpanorama in einem eigens dafür erbauten Pavillon im Kurgarten der Stadt Salzburg ausgestellt. Im Unterbereich des Pavillons waren jeweils 26 von 119 Kosmoramen ausgestellt, das sind naturgetreue Ölgemälde von Hubert Sattler mit Stadt-, Landschafts- oder Gebäude-Ansichten aus Europa, dem Vorderen Orient, Nordafrika sowie Nord- und Mittelamerika. 1937 wurde das Gebäude wegen Baufälligkeit abgetragen und das Rundgemälde in das Museum Carolino Augusteum verbracht. Nach dessen Zerstörung im Zweiten Weltkrieg durch amerikanische Fliegerbomben konnte es aus dem Bombenschutt gerettet werden. Es wurde vorübergehend deponiert und nach einer Restaurierung 1977 in der Vorhalle des Café Winkler am Mönchsberg bei freiem Zutritt ausgestellt. Von dort musste es 2001 wegen Abbruch des Gebäudes entfernt werden.
Am 27. Mai 2003 wurde das Gemälde in das anstelle der ehemaligen Schalterhalle des Postamtes 5010 neu errichtete Gebäude im zweiten Hof der Neuen Residenz gebracht. Dort erfolgten die Abnahme aller bisherigen Übermalungen und eine grundlegende Restaurierung, die ausschließlich durch Spendengelder finanziert werden konnte. Es ist seit dem 26. Oktober 2005 wieder für die Öffentlichkeit zugänglich. Rund um das Panorama sind im Museum in jährlich wechselnder Folge jeweils 12 oder 24 Kosmoramen in einer thematischen Zusammenstellung ausgestellt.
Das Panorama soll in das Salzburger Barockmuseum übersiedelt werden, nach der Abnahme im Mai 2023 soll das Bild in der Schwarzenbergkaserne in einem speziell angefertigten Kühlraum bis zur Fertigstellung des neuen Standortes zwischengelagert werden.

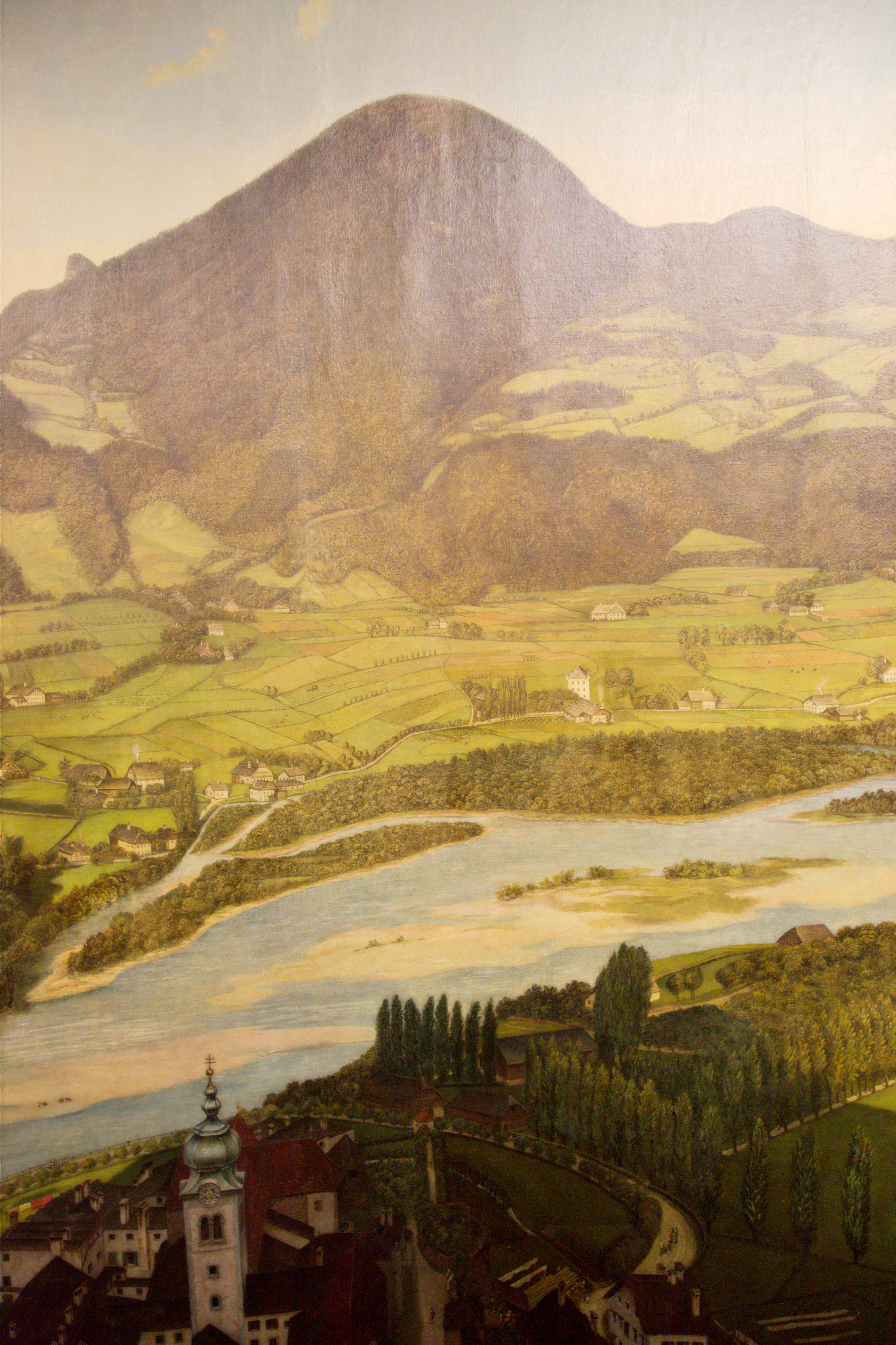
Ausschnitt aus dem Sattlerpanorama: Gaisberg und Salzach
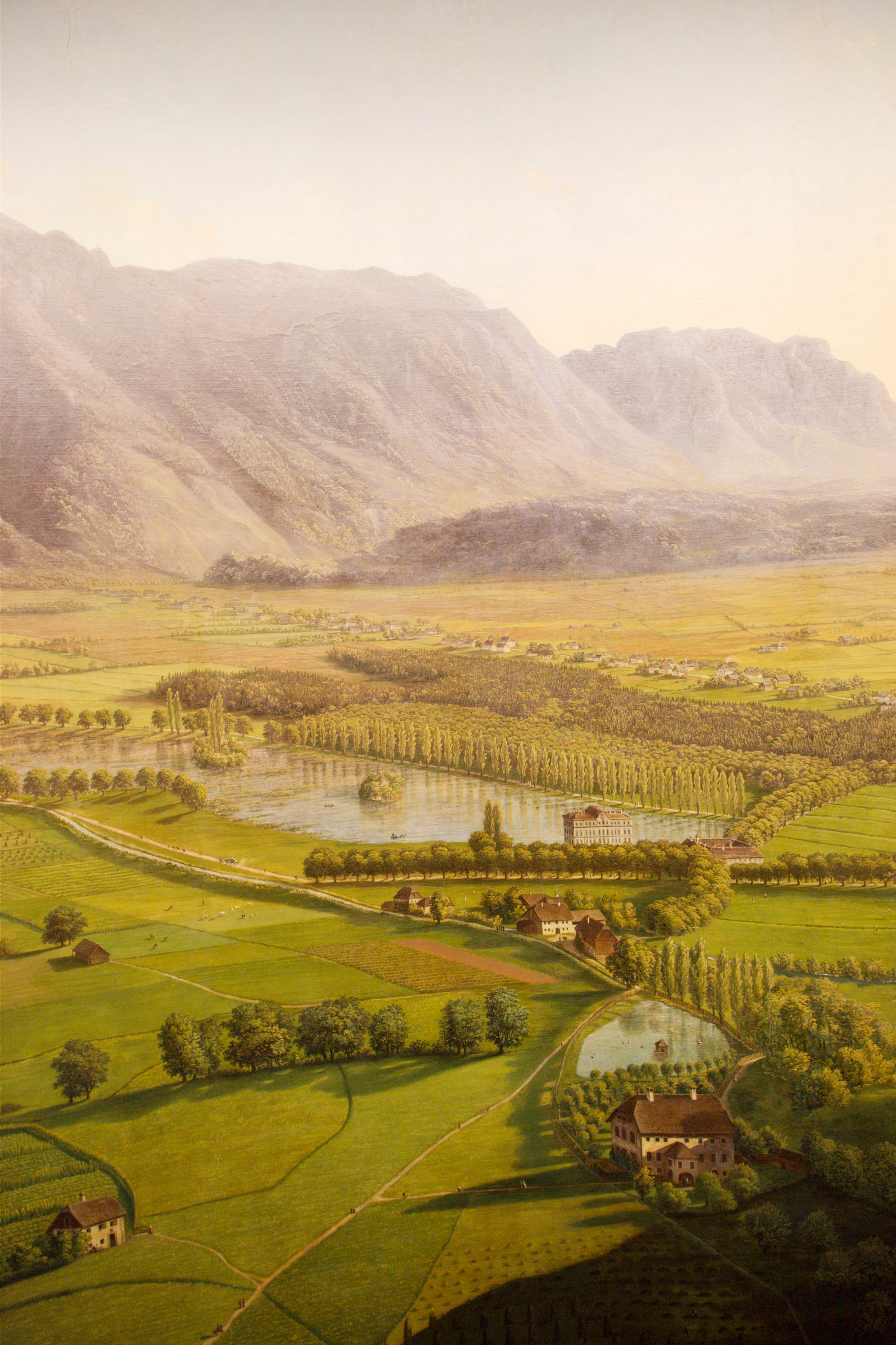
Ausschnitt aus dem Sattlerpanorama: Schloss Leopoldskron
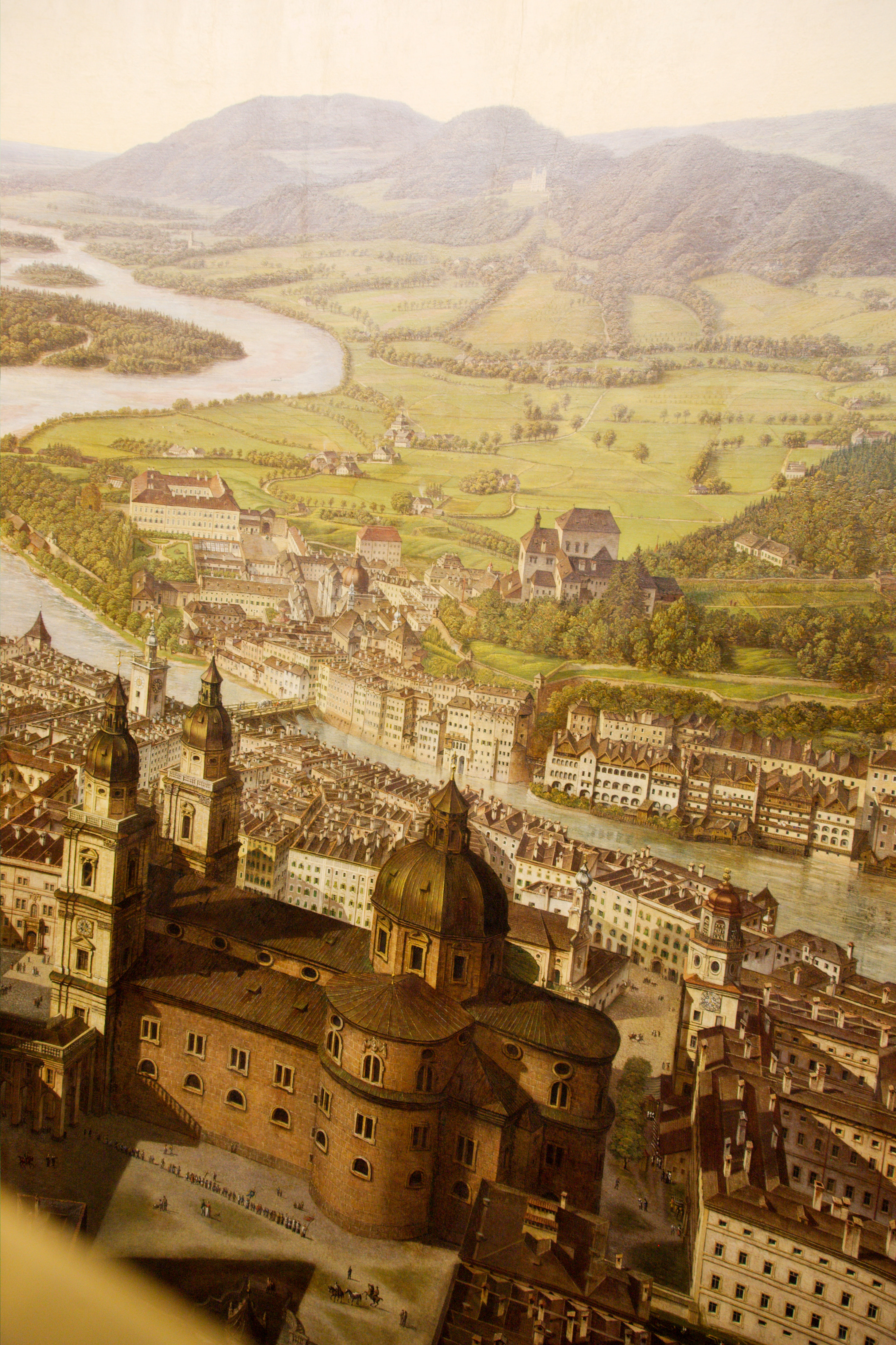
Ausschnitt aus dem Sattlerpanorama: Innenstadt mit Dom